# Aleksander Posacki
Aleksander Posacki (ur. 25 lipca 1957) – polski kapłan katolicki, jezuita, teolog katolicki, filozof.

## Życiorys
Święcenia kapłańskie przyjął 29 czerwca 1987. Studiował w Krakowie, Warszawie i Rzymie. Na Papieskim Uniwersytecie Gregoriańskim uzyskał stopień doktora filozofii na podstawie pracy L'esperienza tragica come iniziazione: Lev Šestov. W 2010 uzyskał na Katolickim Uniwersytecie Lubelskim stopień doktora habilitowanego nauk teologicznych (z zakresu teologii duchowości).
Do września 2013 był profesorem na Wydziale Filozoficznym (Instytut Kulturoznawstwa) Akademii "Ignatianum" w Krakowie. Wykładał również na Wydziale Teologii KUL (Instytut Teologii Duchowości KUL – Katedra Teologii Duchowości Katolickiej). Jest członkiem zwyczajnym Polskiego Stowarzyszenia Teologów Duchowości.
Współpracuje z Radiem Maryja, Telewizją Trwam i "Naszym Dziennikiem" i miesięcznikiem "Egzorcysta". Jest autorem wielu książek poświęconych teologii duchowości, w tym szczególnie zagrożeniom duchowym opisanym z perspektywy katolickiej.
30 października 2013 kuria Prowincji Polski Południowej Towarzystwa Jezusowego poinformowała, iż prowincjał o. Wojciech Ziółek SJ zakazał o. Posackiemu publicznego sprawowania funkcji kapłańskich, wypowiadania się w mediach oraz prowadzenia działalności duszpastersko-rekolekcyjnej. Prowincjał nie podał dokładnych przyczyn swojej decyzji, ograniczając się do stwierdzenia, iż zakaz ma "dać mu czas na refleksję co do stylu jego życia zakonnego oraz wierności w przestrzeganiu reguł i ślubów w Towarzystwie Jezusowym".
Od 2014 pracuje jako wykładowca w Wyższym Międzydiecezjalnym Seminarium Duchownym oraz jako wikariusz (spowiednik, kaznodzieja) w Parafii katedralnej Najświętszej Maryi Panny Fatimskiej - Matki wszystkich narodów w Karagandzie.

## Książki
- Niebezpieczeństwa okultyzmu, wyd. M 1997
- Katolik wobec sekt, wyd. WAM 1997 (wspólnie z Wiesławą Dzieżą i Stanisławem Pyszką
- Okultyzm jako niewierność fundamentalna, wyd. M 1998
- Dlaczego nie Metoda Silvy..., wyd. Stowarzyszenie Ewangelizacji przez Media List 1999
- Okultyzm, magia, demonologia. Podstawy chrześcijańskiej walki duchowej, wyd. M 2001
- Cuda chrześcijańskiej wiary: mistyka, inicjacje, objawienia, wyd. WAM 2003
- L'esperienza tragica come iniziazione: Lev Šestov, wyd. Ignatianum 2004
- Sekty: sekty z punktu widzenia zagrożeń światopoglądowo-duchowych: pytania i odpowiedzi na okładce ''Sekty - zagrożeniem i wyzwaniem. Pytania i odpowiedzi, wyd. Misjonarzy Krwi Chrystusa "Pomoc" 2004
- Egzorcyzmy, opętanie, demony, wyd. Polskie Wydawnictwo Encyklopedyczne 2005
- Harry Potter i okultyzm: "magiczna" wyobraźnia czy realistyczna magia?, wyd. Fenomen - Arka Noego i Polskie Wydawnictwo Encyklopedyczne 2006
- Psychologia i New Age : psychologiczne terapie czy okultystyczne inicjacje?, wyd. Fenomen - Arka Noego i Polskie Wydawnictwo Encyklopedyczne 2006
- Encyklopedia zagrożeń duchowych: mistyka, ezoteryzm, okultyzm. Tom. 1-2, wyd. Polskie Wydawnictwo Encyklopedyczne 2009
- Ezoteryzm i okultyzm - formy dawne i nowe: aspekty filozoficzno-teologiczne i praktyczno-duszpasterskie, wyd. Polskie Wydawnictwo Encyklopedyczne 2009
- Okultyzm, magia, demonologia, wyd. M 2009
- Jak przeciwstawiać się złu?. Demonologia na dzisiejsze czasy, wyd. M 2011
- Inwazja neopogaństwa, wyd. M 2012
- Kuszenie dotyczy każdego. Aleksander Posacki w rozmowie z Grzegorzem Górnym, wyd. Polskie Wydawnictwo Encyklopedyczne 2012
- Neospirytyzm i pseudopsychologie, wyd. M 2012
- Życie po śmierci, wyd. M 2013